# آرماند پنورنه
آرماند پنورنه (به فرانسوی: Armand Penverne) بازیکن فوتبال و مدافع اهل فرانسه است که از سال ۱۹۵۲ تا ۱۹۵۹ میلادی عضو تیم ملی فوتبال فرانسه بوده‌است. وی در ۳۹ بازی ملی حضور داشته است و در بازی‌های ملی‌اش ۲ گل به ثمر رساند.